# Jürgen Moltmann
Jürgen Moltmann (Amburgo, 8 aprile 1926 – Tubinga, 3 giugno 2024) è stato un teologo tedesco riformato.
Forse uno dei massimi teologi evangelici contemporanei, fu l'iniziatore della teologia della speranza, una corrente di rinnovamento del pensiero teologico tradizionale che, benché nata in Europa, trovò maggior risonanza in America.

Il corso della riflessione del pensiero teologico di Moltmann si orientò sempre più verso quella ch'egli definì "teologia della Croce". Negli ultimi tempi, inoltre, egli integrò profondamente nella sua riflessione una teologia della creazione elaborata in prospettiva ecologica. A livello internazionale, la sua fama si legò principalmente al concetto di "teologia della speranza", grazie alla sua reinterpretazione dell'escatologia biblica.

## Biografia
Nato e cresciuto in una famiglia che egli stesso qualificò come «secolare» (il padre fu gran maestro massone), fu sorpreso dalla Seconda guerra mondiale duranti gli anni di studio di matematica e fisica all'università.
Aggregato alle Forze aeree ausiliarie, si consegnò agli inglesi nel 1945. Durante il lungo periodo di prigionia (1945-1948) venne a conoscenza di Auschwitz – un'esperienza che lo colpì molto, tanto che si fece propagandista clandestino delle prime fotografie dei lager – ma si avvicinò anche alla fede. Dichiarò negli anni successivi: «Non fui io a incontrare Cristo, ma fu Cristo a incontrare me».
Trasferitosi in Inghilterra, iniziò i suoi studi teologici, per poi proseguirli al suo ritorno ad Amburgo. Coinvolto nei primi movimenti di studenti cristiani tedeschi, studiò a Gottinga, dove venne a contatto con i seguaci di Karl Barth. In seguito divenne docente di teologia sistematica a Bonn (1963) e alla facoltà di teologia evangelica di Tubinga (1967).

## Opere
Tra le opere principali, tradotte in italiano dall'Editrice Queriniana di Brescia, va annoverata la trilogia:
- Teologia della speranza, 1970;
- Il Dio crocifisso, 1973;
- La Chiesa nella forza dello Spirito, 1976.

Alcune opere tradotte dall'Editrice Claudiana di Torino:
- Diaconia. Il servizio cristiano nella prospettiva del Regno di Dio, 1984.
- Teologia politica del mondo moderno, 2022.

Altre pubblicazioni più recenti sono invece:
- Etica della speranza, 2011
- Dio nella creazione. Dottrina ecologica della creazione, 2007
- La provocazione del discorso su Dio, con Joseph Ratzinger e Johann Baptist Metz, 2005
- L'avvento di Dio, 2004
- Nella fine l'inizio, 2004
- Scienza e sapienza, 2003
- La via di Gesù Cristo. Cristologia in dimensioni messianiche, 1991.

Da segnalare, infine, la retrospettiva autobiografica:
- Vasto spazio. Storia di una vita, 2009.